# Aphnaeus uniformis
Aphnaeus uniformis är en fjärilsart som beskrevs av Moore 1882. Aphnaeus uniformis ingår i släktet Aphnaeus och familjen juvelvingar. Inga underarter finns listade i Catalogue of Life.